# De l'assassinat considéré comme un des beaux-arts
On Murder Considered as one of the Fine Arts
Ne doit pas être confondu avec Du crime considéré comme un des beaux-arts.
De l'assassinat considéré comme un des beaux-arts (On Murder Considered as one of the Fine Arts) est un ouvrage de Thomas de Quincey paru en 1854 sous sa forme définitive. Il se compose de trois parties :
- un mémoire publié à l'origine dans le Blackwood's Magazine en 1827, sous la forme d'une pseudo-conférence ;
- un mémoire supplémentaire publié en 1839 dans le même magazine, faisant suite au premier ;
- un post-scriptum ajouté en 1854 lors de la publication de ces textes en un volume. C'est la partie consacrée aux meurtres de John Williams (en), qui a acquis une juste célébrité et fini par éclipser le reste.

## Résumé
L'auteur imagine une société de connaisseurs en meurtre qui se réunirait régulièrement pour apprécier les crimes célèbres, afin de les évaluer sous leur aspect esthétique. C'est une de ces conférences fictives, tombée accidentellement entre les mains de l'auteur, qui ouvre le livre. 
Tout d'abord, le conférencier passe en revue les meurtriers de l'histoire, depuis Caïn jusqu'au XVIIIe siècle, sans oublier le Vieux de la Montagne, chef de la secte des Haschischin. Dans un second temps, il se penche sur les Thugs de l'Inde, les Sicaires de Judée, les exploits de Burke et Hare, tout en invitant les assistants à leur porter des toasts. Enfin, la dernière partie du livre s'intéresse au tueur en série John Williams, qui fit régner la terreur à Londres au cours de l'hiver 1811, lors des meurtres de Ratcliff Highway (en).
De Quincey fait d'ailleurs une autre référence aux meurtres de Ratcliff Highway dans son On the Knocking at the Gate in Macbeth (en).
L'originalité de ce livre lui valut de figurer dans l'Anthologie de l'humour noir d'André Breton.

## Postérité
- Edgar Allan Poe a publié une parodie de ce livre, De l'escroquerie considérée comme l'une des sciences exactes (en anglais, Raising the Wind; or, Diddling Considered as One of the Exact Sciences), dans le Philadelphia Saturday Courier le 14 octobre 1843.

- Bernard Quiriny fera référence à cet essai dans ses nouvelles "Marées noires" et "Souvenir d'un tueur à gage" (dans : Bernard Quiriny, Contes Carnivores, Éditions du Seuil, 2008).

- Guy Debord le mentionne en 1980 dans sa présentation de Tuer n'est pas assassiner d'Edward Sexby[2].